# Lương Văn Tri (phường)
Lương Văn Tri là phường trung tâm hành chính tỉnh Lạng Sơn, Việt Nam.

## Địa lý
Phường Lương Văn Tri nằm ở trung tâm thành phố Lạng Sơn, có vị trí địa lý:
- Phía đông giáp phường Đông Kinh
- Phía tây giáp xã Khánh Khê
- Phía nam giáp xã Tân Đoàn và xã Chiến Thắng
- Phía bắc giáp phường Tam Thanh

## Diện tích, dân số
Phường Lương Văn Tri có diện tích 31,76 km², dân số 23.136 người, mật độ dân số đạt 0.728 người/km².

## Lịch sử hành chính
Ngày 30 tháng 8 năm 1977, chuyển xã Quảng Lạc thuộc huyện Cao Lộc vào thị xã Lạng Sơn.
Ngày 1 tháng 7 năm 2025 Ủy ban Thường vụ Quốc hội ban hành Nghị quyết số 1672/NQ-UBTVQH15 về việc sắp xếp các đơn vị hành chính cấp xã của tỉnh Lạng Sơn năm 2025. Theo đó, sắp xếp toàn bộ diện tích tự nhiên, quy mô dân số của phường Chi Lăng và xã Quảng Lạc thành phường mới có tên gọi là phường Lương Văn Tri.

## Di tích

### Đình Pác Mòng
Đình Pác Mòng ở phường Lương Văn Tri là nơi thờ vua Đinh Tiên Hoàng cùng các tướng lĩnh đã từng lên đánh giặc phương Bắc và dẹp loạn biên giới thời xưa. Nơi đây cùng với đình Pò Háng ở khu Bính Xá, xã Kiên Mộc là hai ngôi đình cổ thờ Vua Đinh do cộng đồng người dân tộc Tày, Nùng xứ Lạng xây dựng. Lễ hội đình Pác Mòng tổ chức vào ngày 5 tháng giêng âm lịch hàng năm với mục đích cầu các thần linh phù hộ cho một năm mới gió thuận, mưa hòa, cuộc sống bình an, hạnh phúc.
Hội Pác Mòng là một lễ hội lớn thu hút nhiều người đến dự. Hội Pác Mòng được tổ chức vào ngày mùng 5 Tết hàng năm tại phường Lương Văn Tri, tỉnh Lạng Sơn. Hội Pác Mòng gắn liền với nét đặc sắc văn hoá của lễ hội Lồng Tồng (hội xuống đồng) của người Tày, Nùng khởi đầu mùa gieo trồng mới. Đêm đến, sau khi đến thắp hương tại ngôi đình vua Đinh Tiên Hoàng ở giữa làng, nam thanh, nữ tú tham dự các hoạt động múa sư tử, đánh sảng và hát Sli, Lượn.